# スイート・バナナ
「スイート・バナナ」（英:"Sweet Banana"）はローデシアの楽曲であり、軍歌である。1942年に作曲され、ローデシア・アフリカ人小銃連隊（RAR）で連隊の行進曲として使用された。のちに、一般のローデシア市民の間でも人気を獲得した。

## 歴史
「スイート・バナナ」の作曲者や作詞者は不明だが、作曲時期が第二次世界大戦中の1942年頃であることは知られている。伝えられているところによれば、RARの兵士たちがイタリア人捕虜たちを南アフリカ連邦ナタール州ダーバンから船に乗せて護送するときに生まれたとされる。 ダーバンでは大量のバナナが販売されており、兵士たちはその一部を購入し、それについての行進曲を作った。 戦争末期にかけて、RARはエジプトに配属されていたが、彼らの司令官がスエズ運河を経由して帰国すると知らされたとき、RAR隊員たちは運河の護岸に整列し、彼に敬礼してこの曲を斉唱した。 そして、1946年のロンドンでの戦勝パレードにおいて、南ローデシアを代表して出席したRARが閲兵台に近づいたとき、この曲が演奏された。
第二次世界大戦以来、この曲が演奏されるとき、兵士たちは行進しながら歌うのが慣例になっていた。 1981年にジンバブエの成立に伴いRARが解散したとき、ブラワヨの連隊旗の返納式の会場までのRARの行進で最後の「スイート・バナナ」が演奏された。 RARは当初は無言で行進していたが、ある小さな男児が彼の父に「なぜRARは歌っていないのか。」と訊ねたのを聞いて、それへの応答として歌われたのである。

## 民間への影響
軍隊の行進曲として作られた「スイート・バナナ」であったが、一般のローデシア市民の間でも人気を誇っていた。歌手ジョン・エドモンドはこの曲を商業化し人気のものにした。 この曲は世界に離散したローデシア人の間でも人気だった。